# John Paul Stevens
John Paul Stevens (Chicago, 20 de abril de 1920-Fort Lauderdale, 16 de julio de 2019) fue un jurista y juez estadounidense. Desde 1975 y hasta 2010 ocupó una posición como juez asociado de la Corte Suprema de los Estados Unidos. Al momento de retirarse, Stevens era el miembro más veterano en el tribunal.

## Carrera

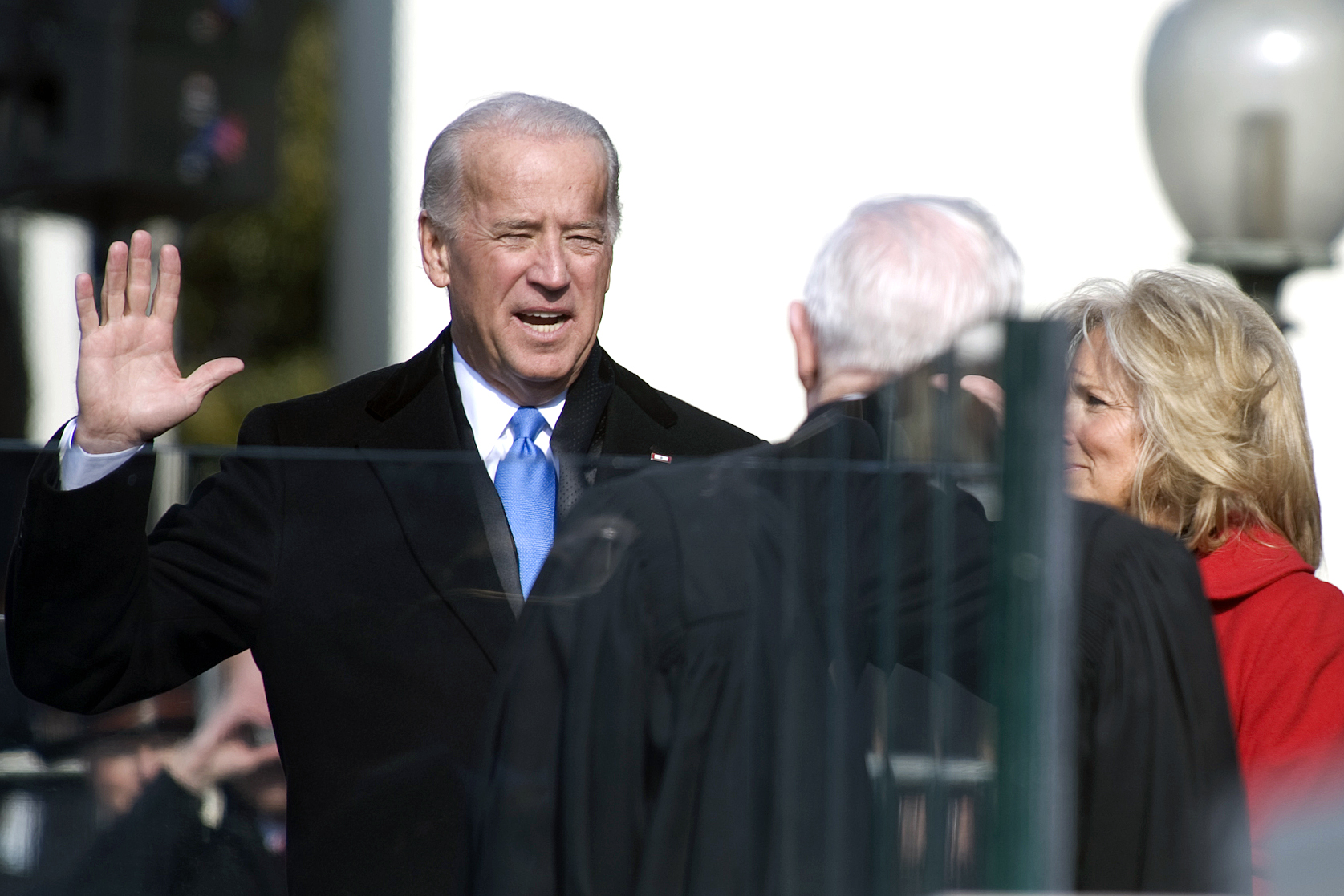
Stevens (de espaldas) toma juramento al vicepresidente Joe Biden en la ceremonia de investidura presidencial de 2009.

La carrera jurídica de Stevens comenzó en 1970, cuando el presidente Richard Nixon lo nombró juez del Séptimo Circuito de Apelaciones en Chicago. Luego, en 1975, el presidente Gerald Ford lo nominó a la Corte Suprema tras el retiro del juez asociado William Douglas.
Aunque el tema de su posible retiro fue muy debatido durante muchos años en los Estados Unidos (sobre todo durante la presidencia de George W. Bush, que esperaba sustituirlo por un juez conservador), el 9 de abril de 2010, once días antes de cumplir noventa años, Stevens anunció su intención de dejar el cargo para fines de junio de ese año, cuando finalizaba el período de sesiones.
A pesar de su avanzada edad, su participación fue activa hasta sus últimos días en el cargo, llegando a tomar las riendas administrativas de la Corte durante el tiempo en que la posición de juez presidente estuvo vacante. El 10 de mayo de 2010, el presidente Barack Obama nominó a la procuradora general Elena Kagan para suceder a Stevens en el cargo.

### Posición política
Originalmente, Stevens era considerado un juez conservador, pero con el pasar de los años, Stevens fue moviéndose más hacia la izquierda y en sus últimos años en la Corte era considerado un miembro del ala liberal. Consistentemente votó a favor de los derechos de los homosexuales y del derecho al aborto. Esto le ha generado críticas de parte de sectores conservadores, debido a que originalmente Stevens fue nombrado por un presidente conservador, el republicano Gerald Ford.

## Muerte
El 15 de julio de 2019 sufrió un derrame cerebral, que al día siguiente le causó la muerte, a los 99 años, en un hospital de Fort Lauderdale (Florida).